# Lehrerbildungsanstalt Pasing

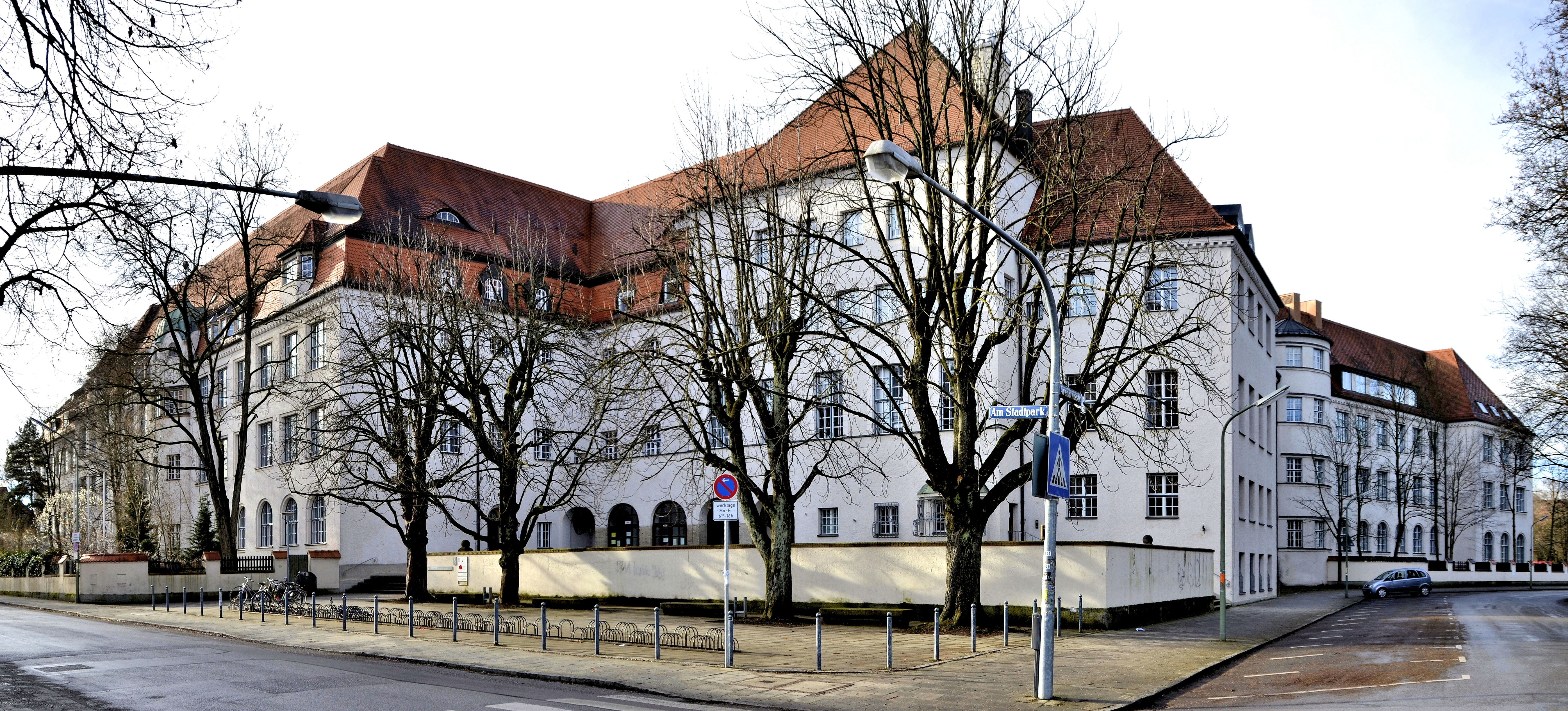
Gebäude der ehemaligen Lehrerbildungsanstalt

Die Lehrerbildungsanstalt Pasing war eine bayerische Pädagogische Hochschule zur Ausbildung von Volksschullehrern.

## Geschichte

### Lehrerbildungsanstalt
Die Einrichtung wurde 1910 als königlich bayerische Lehrerbildungsanstalt in Pasing bei München gegründet. Nach dem Ende der geistlichen Schulaufsicht im Königreich Bayern sah bereits die Verfassung des Deutschen Reichs von 1919 für die Volksschullehrer eine Hochschulausbildung vor. Dennoch wurden die bayerischen Lehrer in der Zeit der Weimarer Republik weiterhin an konfessionell ausgerichteten Lehrerbildungsanstalten wie der in Pasing ausgebildet. Weitere LBA bestanden in Amberg, Aschaffenburg, Bamberg, Coburg, Eichstätt, Erlangen, Freising, Lauingen, Schwabach, Straubing, Kaiserslautern und Speyer.
Der von 1920 bis 1926 amtierende Kultusminister Franz Matt (BVP) vertrat die Ansicht, dass ein Volksschullehrer an einer Hochschule nur Dinge lernen würde, „die der Lehrer nicht braucht und nicht brauchen kann.“
Im März 1935 wurde die Lehrerbildungsanstalt in „Hans-Schemm-Hochschule für Lehrerbildung“ umbenannt, deren Gründungsdirektor Edmund Abb (1878–1944) – zuvor seit 1919 Leiter der Lehrerbildungsanstalt Würzburg – wurde. Hans Schemm (NSDAP) war der bayerische Kultusminister, der kurz vorher bei einem Flugzeugabsturz gestorben war. Mit den Deutschen Aufbauschulen Würzburg und Bayreuth gab es drei hochschulmäßige Einrichtungen der Lehrerbildung in Bayern. Die Ausbildung wurde nach der Umformung 1941 der HfL zu nicht hochschulförmigen Lehrerbildungsanstalten bis 1945 fortgesetzt. Danach war das Gebäude für ein Jahr Sitz der United Nations Relief and Rehabilitation Administration. Die Lehrerbildungsanstalt nahm dann mit den Lehrplänen von 1931 wieder ihren Dienst auf. Ab 1954 lautete die Bezeichnung „Institut für Lehrerbildung“.

### Pädagogische Hochschule
Im Juni 1958 erließ der Bayerische Landtag nach zum Teil heftigen schulpolitischen Kämpfen das „Gesetz über die Ausbildung für das Lehramt an Volksschulen“. Dieses Gesetz sah vor, dass die bestehenden Institute in selbständige Einrichtungen der Landesuniversitäten (hier LMU München) umgewandelt und fortan als „Pädagogische Hochschulen“ (PH) bezeichnet werden sollten. 1972 wurde die Pädagogische Hochschule München-Pasing vollends in die Ludwig-Maximilians-Universität München eingegliedert.
Bekannte Professoren waren der Erziehungswissenschaftler Wolfgang Scheibe, der Philosoph und Mundartdichter Anton Neuhäusler sowie der Theologe Hans Schilling.

## Aktuelle Verwendung
Heute ist das historische Gebäude der Lehrerbildungsanstalt Teil des Campus Pasing der Hochschule für angewandte Wissenschaften München.